# Ahmed Ibn Majid
Ahmad Ibn Mâdjid (ar أحمد ابن ماجد) est un poète, un navigateur et un cartographe arabe, né en 1432 (ou en 1418 selon d'autres sources) dans la région de Julphar, à Ras el Khaïmah Il a été élevé dans une famille de marin et avait la réputation d'être un expert de l'océan Indien. Il était si célèbre qu'il était considéré comme l'un des plus importants marins arabes. Il serait mort en 1500.

## Travaux
Écrivain, il a laissé plus de trente traités en prose et en vers. Il y synthétisa les connaissances anciennes et apporta des informations nouvelles sur les problèmes de navigation et d'astronomie nautiques. Son livre le plus important est Kitab al-Fawâ’id fî usûl ‘Ilm al-Bahr wa ’l-Qawâ’id (Livre d'informations utiles sur les principes et les règles de la navigation) qu'il écrivit en 1490. C'est une encyclopédie de navigation décrivant l'histoire et les principes de bases de la navigation, des phases lunaires.
Il rédigea également un traité sur la navigation dans l'océan Indien, la mer Rouge, le golfe Persique et la mer de Chine méridionale.
Il écrivit plusieurs livres sur la science marine et le comportement des bateaux en pleine mer, qui aidèrent des marins du golfe Persique à atteindre les côtes indiennes et l'Afrique de l'est. Son livre sur l'océanographie, Fawâid fi usûl Ilm al-Bahr wa qawâidha est généralement considéré comme l'un des meilleurs livres de navigation.

## Route vers l'Inde
Lors de sa première expédition en juillet 1497, Vasco de Gama, qui cherchait un marin expérimenté pour atteindre l'Inde, aurait demandé à Ibn Mâjid de prendre la barre de son bateau pour les conduire dans ce pays. Ce serait ainsi grâce à lui que la traversée fut effectuée en moins d'un mois. Les Portugais se seraient servis de ses travaux pour atteindre les côtes indiennes et revenir vers les côtes africaines.
« Il n'en est rien » écrivent Michel Chandeigne et Jean-Paul Duviols. Ils expliquent : l'historien David Lopes a lancé cette fausse idée en 1892, idée reprise trente ans plus tard par l'arabiste Gabriel Ferrand lorsqu'il publia les journaux d'Ibn Mâjid. Le rapport du voyage évoque plutôt le don, par le roi de Malindi (dans l'actuel Kenya), d'un pilote musulman nommé Malemo Cana (ou Canaca), un maître astrologue qui leur fit prendre la direction de l'est pour atteindre Calicut en Inde. L'historien Ibrahim Khoury, spécialiste de l'œuvre d'Ibn Mâjid, ajoute que ce dernier a cessé de naviguer vers 1465. Il n'a ainsi pas pu être le pilote de Vasco de Gama en 1498.

## Filmographie
- La Mémoire maritime des Arabes, film de 52 minutes, tourné à Oman, en Inde, en Chine... et montrant Ahmad Ibn Mâdjid, de Khal Torabully, Chamarel Films/Productions La Lanterne, 2000.